# Fort Gaspareaux
 (novembre 2023).
Si vous disposez d'ouvrages ou d'articles de référence ou si vous connaissez des sites web de qualité traitant du thème abordé ici, merci de compléter l'article en donnant les références utiles à sa vérifiabilité et en les liant à la section « Notes et références ».
Le fort Gaspareaux était un fort français près de l'embouchure de la rivière Gaspareaux dans la baie Verte, tout près du village moderne de Port Elgin, dans la province canadienne du Nouveau-Brunswick. C'est maintenant un site historique national. Il est situé au bord du détroit de Northumberland, sur la rue du Vieux Fort (Old Fort Street).

## Histoire
Le fort fut construit sous les ordres du Marquis de la Jonquière en 1751. Il était à l'origine constitué d'un rempart de terre avec palissade, mesurant 60 mètres carrés et entouré d'un fossé. À chaque coin se trouvait un blockhaus équipé d'un petit canon.
Les communications avec le fort Beauséjour de l'autre bord de l'isthme de Chignectou s'effectuaient, au début, par une ancienne route de portage mais, en  1754, une route fut construite reliant les deux forts. Le voyage par la mer était aussi possible en été, vers Québec, Louisbourg, et la France.
Après la chute du fort Beauséjour, en 1755, les Britanniques envoyèrent 300 hommes, conduits par le Colonel John Winslow, pour prendre le fort Gaspareaux, à l'époque sous le commandement du Capitaine Villeray. Ce fut rapidement accompli, le fort fut renommé fort Monckton et placé sous la responsabilité d'une garnison anglaise. Les Britanniques abandonnèrent le fort l'année suivante, incapables de se défendre contre les Mi'kmaq.

## Monument
Un monument commémore aujourd'hui le fort. Il consiste en un cairn pyramidal portant cette inscription:
« 
Fort Gaspereaux. Construit en 1751 par les troupes françaises afin d'empêcher les Anglais de pénétrer dans l'isthme de Chignectou, le fort Gaspereaux servit surtout en tant que point d'approvisionnement pour les forts de l'Acadie. M. de Villeray, avec seulement 19 soldats à Gaspereaux, dut se soumettre, après la capitulation du fort Beauséjour, à l'armée du général Monckton le 17 juin 1755. Le colonel John Winslow prit possession du fort au nom de Monckton. En mauvaise condition et dans un endroit stratégique peu important, les Anglais décidèrent de le brûler en septembre 1756. »